# Akodon varius
Akodon varius är en däggdjursart som beskrevs av Thomas 1902. Akodon varius ingår i släktet fältmöss, och familjen hamsterartade gnagare. IUCN kategoriserar arten globalt som otillräckligt studerad. Inga underarter finns listade i Catalogue of Life.
Denna fältmus förekommer i Anderna i Bolivia och kanske i angränsande områden av Argentina. Arten når där 3000 meter över havet. Den vistas i alla habitat som finns i bergstrakten.